# 多布羅瓦
多布羅瓦（斯洛維尼亞語： 發音：[ˈdoːbɾɔʋa]），是斯洛維尼亞上卡尼奧拉地區盧布爾雅那西邊的一個聚居地，为多布罗瓦-波尔霍夫格拉代茨市镇的行政中心。

## 教堂

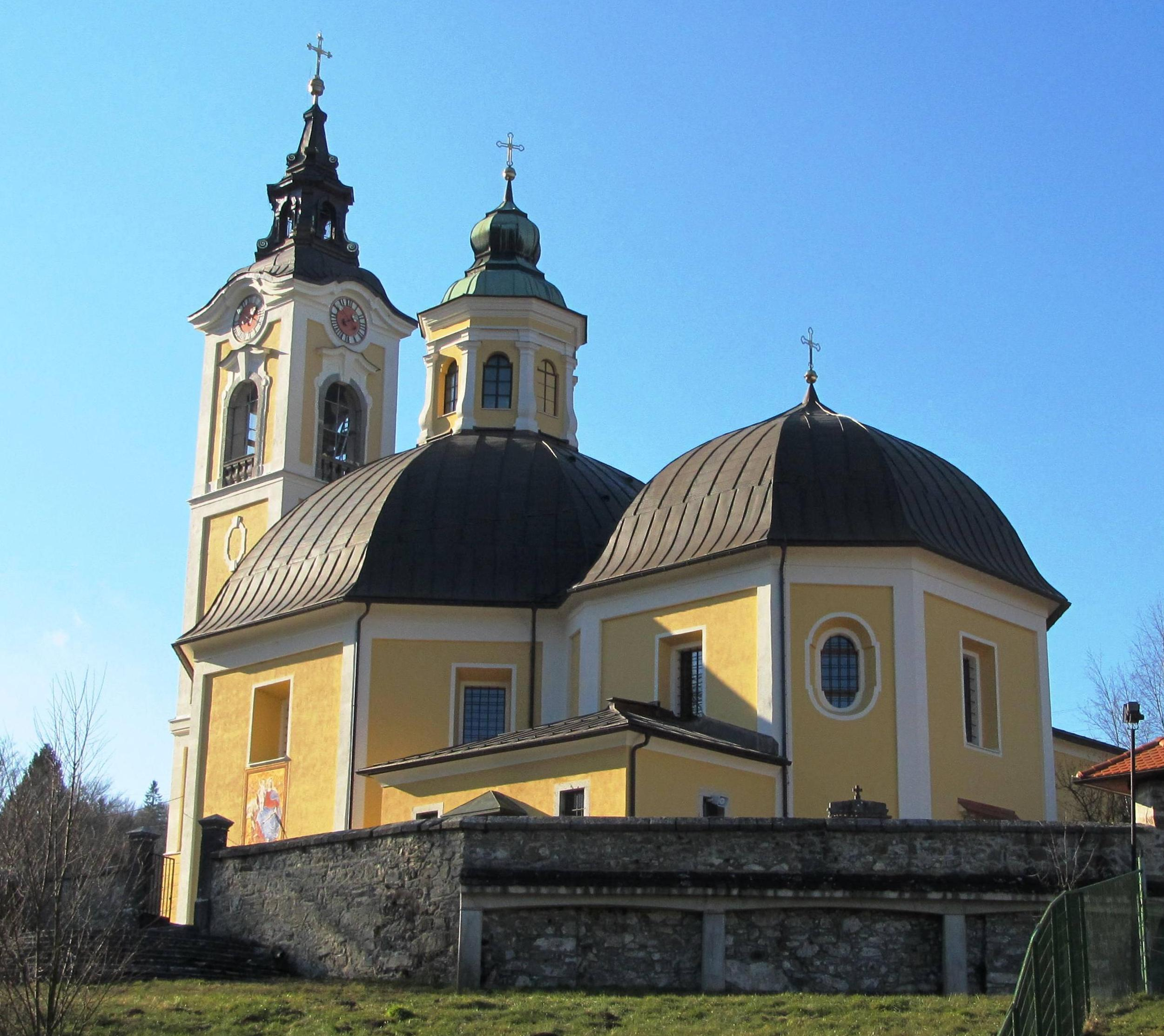
多布羅瓦的聖母升天教堂

多布羅瓦的教區教堂致力於聖母升天，是卡尼奧拉地區最重要的朝聖教堂之一。根據歷史學家約翰·魏哈德·馮·瓦爾瓦索的說法，這是斯洛維尼亞最古老的教堂遺址之一，根據一些消息來源，它甚至可以追溯到970年。
目前的教堂建於1711年至1716年之間，鐘樓的高度在1752年增加。由於一直有榛樹在那裡生長，該教堂曾經被稱為「榛樹聖母教堂」（cerkev Marije v leščevju）。自2009年以來，該教堂一直被列為文化遺產而獲得保護。

## 名人
- 埃米爾·阿達米奇（1877–1936年），作曲家
- 喬·薩特（1921–2016年），「波音747之父」，其父親弗朗茲·蘇哈多茲（Franz Suhadolz，1879–1945年）是來自多布羅瓦的移民

## 照片集

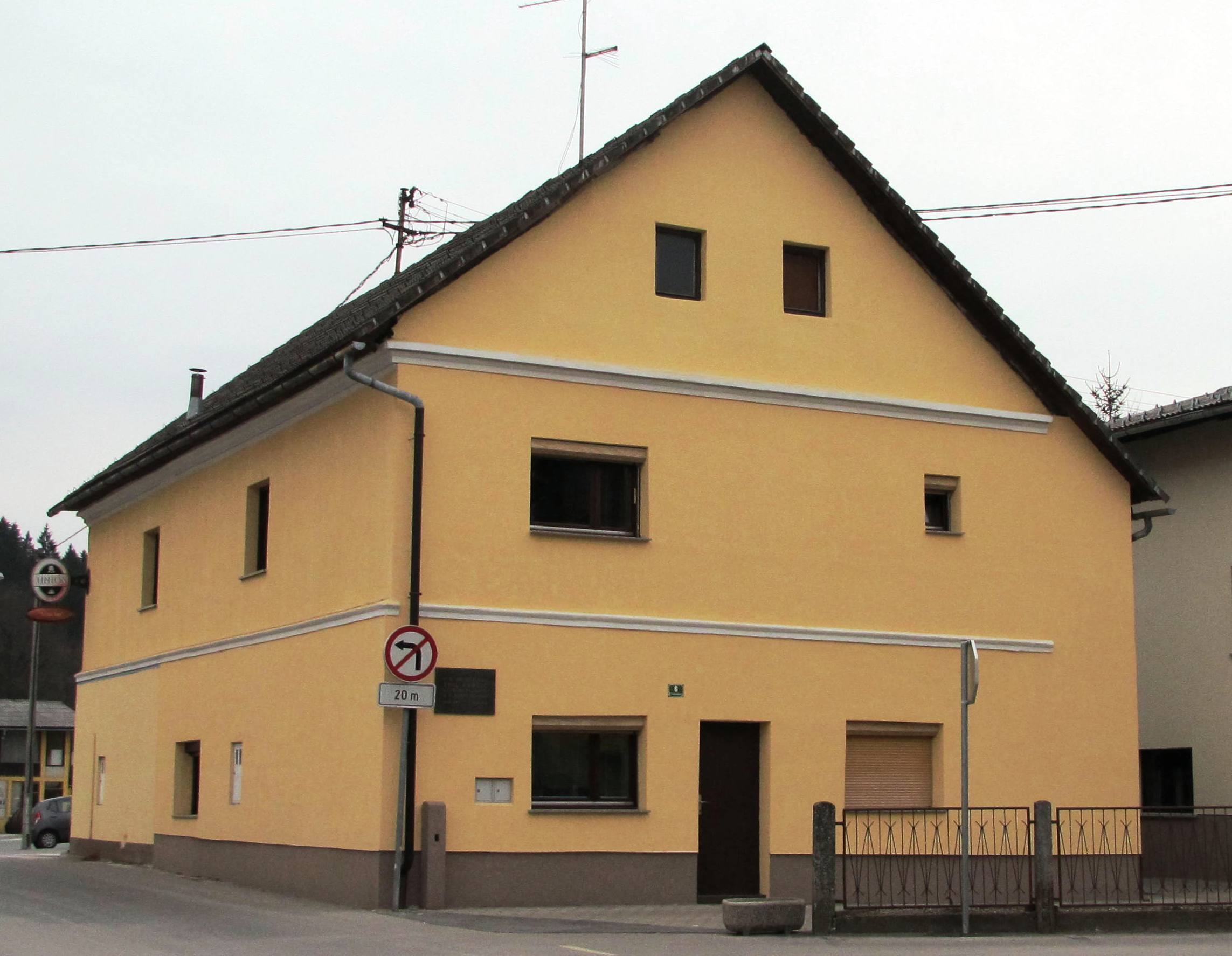
作曲家埃米爾·阿達米奇出生於多布羅瓦的房子
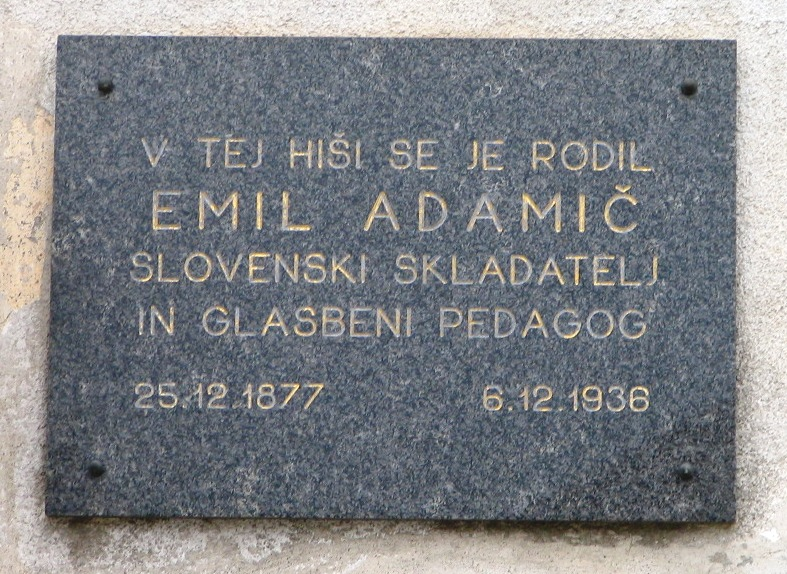
標示牌：“斯洛維尼亞作曲家和音樂教師埃米爾·阿達米奇出生在這間房子裡（1877年12月25日-1936年12月6日）”
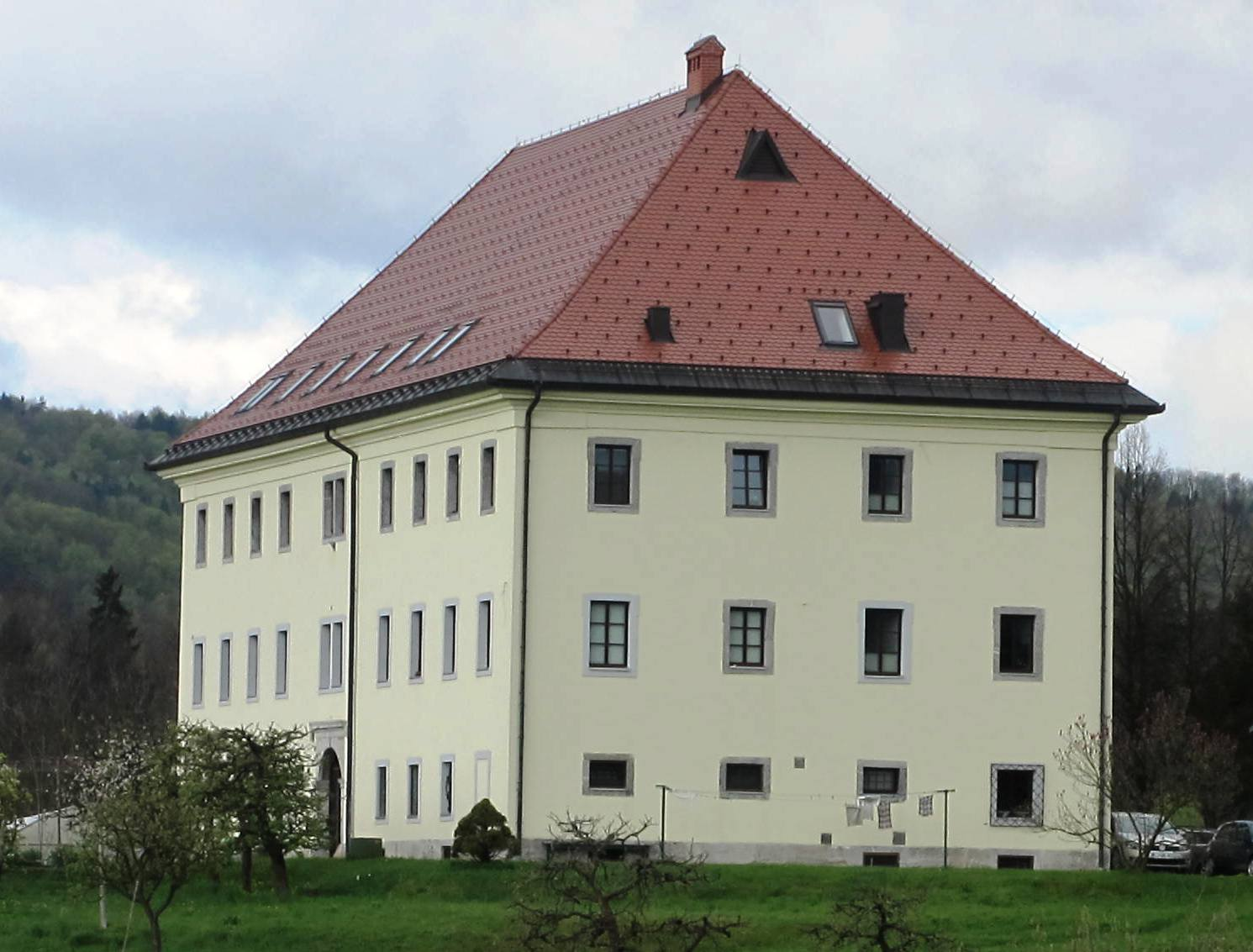
多布羅瓦的教區神父寓所及女修道院

## 外部連結
- Dobrova on Geopedia （页面存档备份，存于）
- Dobrova Cemetery （页面存档备份，存于） at Find A Grave